# إهمال مجرم
في القانون الجنائي، الإهمال المُجَرَّم هو شكل بديل للنية الإجرامية (العقل المذنب) من الضروري وجوده عند الشخص لارتكاب مخالفة متفق عليها بحق مسؤولية صارمة هو يَتَوَلَّاها. وعند الحديث بدقة، فإن الإهمال المجرم لا يعتبر نية إجرامية، إنما هو يشير إلى معيار موضوعي للتصرف المتوقع من المتهم ولا يشير إلى حالته العقلية أو ما يدور في ذهنه أو ما كانت نيّته.